# Кривица (ТВ серија)
Кривица (енгл. The guilt) америчко-мексичка је теленовела, продукцијских кућа Телевиса и Fox Television Network, снимана 1996.
У Србији је приказивана током 1997. и 1998. на ТВ Палма, а затим и на другим локалним телевизијама.

## Синопсис
Хоупин отац, Колин Корнел је бесан због кампање Алана Ван Бурена да заустави један од његових пројеката са некретнинама. Он и његов пословни партнер, Фред О'Донел, намештају Алану аутомобилску несрећу. Али њихов план креће низбрдо и Колинова друга ћерка, Кендал, умире у несрећи. Иронично, други возач, Мајкл Мекензи, испада из аута.
Колин је растрзан између кривице и страха од откривања злочина. Користи свој утицај да се Мајкл окриви за удес. Мајкла неправедно хапсе због вожње у пијаном стању и одводе у затвор.
Колин обећава Хоуп да ће извући Мајкла из затвора, ако га она никада више не види. У замену за слободу, Мајкл је принуђен да прихвати Колинове изопачене услове. Он мора да пошаље факс на Колинову кућу у коме пише: Ја сам крив.
Наш романтични пар мора издржати трагедије, мрачне интриге и безброј неуспеха пре него што се њихови животи коначно поново споје.
На крају, Мајкл доказује своју невиност. Пре хапшења, Колин Корнел мора да се понизи и пред Мајклом напише: Ја сам крив. Хоуп и Мајкл су слободни да се воле и заједно граде срећну будућност.

## Улоге
| Глумац:             | Улога:             |
| ------------------- | ------------------ |
| Едвард Мајкл Труко  | Мајкл Мекензи      |
| Сузан Дејвид        | Хоуп Корнел        |
| Роберт Френк Телфер | Колин Корнел       |
| Беверли Сасон       | Вивијан Корнел     |
| Пол Мајкл Робинсон  | Карл О'Донел       |
| Џорџ Хамилтон       | Алан Ван Бурн      |
| Мариса Кохлан       | Кендал Корнел      |
| Жаклин Волтаир      | Соња               |
| Раул Леви           | Надијел Перез      |
| Шон Барбер          | Хектор Морети      |
| Роџер Неварес       | Пикетир            |
| Анита Сакс          | Динова секретарица |
| Алек Вон Барген     | Џејк Трамел        |